# Harold P. Boas
Harold P. Boas (né le 26 juin 1954) est un mathématicien américain.

## Biographie
Boas est né à Evanston, Illinois, États-Unis. Il est le fils de deux mathématiciens réputés, Ralph Philip Boas et Mary L. Boas.
Il obtient ses diplômes AB et SM en mathématiques appliquées de l'Université Harvard en 1976 et son doctorat en mathématiques du Massachusetts Institute of Technology en 1980 sous la direction de Norberto Kerzman.
Boas est professeur adjoint Joseph Ritt à l'Université Columbia (1980-1984) avant de rejoindre l'Université A&M du Texas, où il atteint le rang de professeur associé en 1987 et de professeur titulaire en 1992. Il occupe des postes de visiteur à l'Université de Caroline du Nord à Chapel Hill et au Mathematical Sciences Research Institute à Berkeley, en Californie.

## Publications et récompenses
Il publie plus de trente articles, dont Réflexions sur les arbelos, et traduit également plusieurs dizaines d'articles et un livre du russe vers l'anglais. Il est lauréat du Prix Halmos-Ford (2007) de la Mathematical Association of America et co-lauréat du Prix Stefan-Bergman (avec Emil J. Straube, 1995) de l'American Mathematical Society. En 2012, il devient membre de l'American Mathematical Society.
Il révise et met à jour le livre de son père A Primer of Real Functions pour la quatrième édition.